# Thoristella carinata
Thoristella carinata är en snäckart som beskrevs av B.A. Marshall 1998. Thoristella carinata ingår i släktet Thoristella och familjen pärlemorsnäckor. Inga underarter finns listade i Catalogue of Life.